# عاطفة (ألبوم كارلي راي جيبسن)
عاطفة E•MO•TION (بالإنجليزية:Emotion) هو ألبوم الأستوديو الثالث للمغنية الكندية كارلي راي جيبسن. أخرج في 24 يونيو 2015 في اليابان وفي 21 أغسطس 2015 في أمريكا الشمالية وباقي دول العالم من خلال تسجيلات 604، تسجيلات سكول بوي، و تسجيلات إنترسكوب. 

## روابط خارجية
- إيموشن على موقع ميتاكريتيك (الإنجليزية)
- إيموشن على موقع أول موفي (الإنجليزية)